# ماركوني (باد كاليه)
ماركوني، باد كاليه (بالفرنسية: Marconne)‏ هي بلدية تقع في إقليم باد كاليه من منطقة نور با دو كاليه في شمال فرنسا. تبلغ مساحة هذه المدينة 4.18 (كم²)، وترتفع عن سطح البحر 29 م، يبلغ عدد سكانها 1207 نسمة حسب إحصاء المعهد الوطني للإحصاء والدراسات الاقتصادية سنة 2009 م. وترأس Jean-Claude Fillion البلدية خلال فترة (2008-2014).